# The Rumour
The Rumour (deutsch: „Das Gerücht“) sind eine britische Rockband des New Wave, die ihre größten Erfolge in den späten 1970er- und frühen 1980er-Jahren hatte. Bekannt wurde sie zunächst als Begleitband von Graham Parker. Nebenher veröffentlichte sie drei LPs ohne Parker. Eine der Singles von diesen Alben konnte sich in den niederländischen Charts platzieren.

## Bandgeschichte

### Anfänge mit Graham Parker und erstes Album ohne ihn

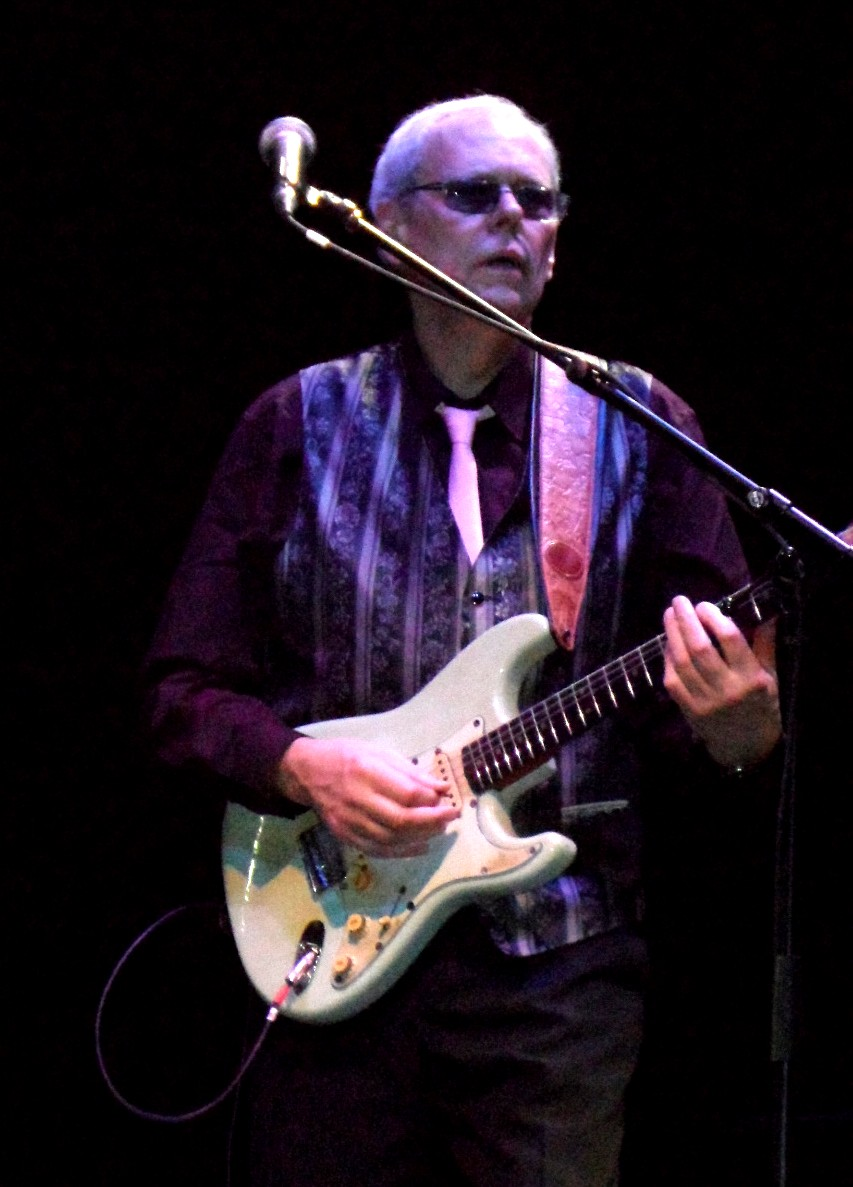
Martin Belmont (2012)

The Rumour wurde 1975 von Bob Andrews (Keyboards) und Brinsley Schwarz (Gitarre, Gesang) von der gleichnamigen Band, von Martin Belmont (Gitarre, Gesang) von Ducks Deluxe sowie von der Rhythm Section der Band Bontemps Roulez, Stephen (Steve) Goulding (Schlagzeug, Gesang) und Andrew Bodnar (E-Bass), gegründet. Alle drei Bands gehörten der englischen Pub-Rock-Szene an. Die fünf Musiker traten gemeinsam im Hope & Anchor auf, einem Pub in Islington. Belmont war hier Mitbesitzer der Bar. Sie spielten „energetischen Rhythm and Blues“, wie ihn der Unternehmer Dave Robinson (der Manager von Brinsley Schwarz gewesen war und wenig später Stiff Records gründen sollte) liebte. Robinson hatte gerade das Management von Graham Parker übernommen und dem 24-jährigen bis dahin unbekannten Sänger und Songwriter einen Schallplattenvertrag bei Phonogram verschafft. Er schlug Parker die fünf Musiker als Begleitband vor und organisierte auch erste gemeinsame Aufnahmen im von ihm über dem Hope & Anchor eingerichteten Tonstudio.
Nach drei Alben mit Graham Parker and the Rumour – von denen sich Heat Treatment in den Charts sowohl in Großbritannien als auch in den USA platzieren konnte – und dem Single-Hit Hold Back the Night machten sich The Rumour an ihr eigenes Album. Max wurde im Juli 1977 veröffentlicht, dazu zwei Singles von der LP. Max wurde im Melody Maker besprochen, allerdings mit einer eher niederschmetternden Kritik von Reviewer „I.B.“ Die Gruppe habe, wie The Band, die Begleitband Bob Dylans, eine Synthese verschiedener Musikrichtungen erprobt, „eine Mixtur aus Rhythm and Blues, Blues, Big Band, weißer Gospelmusik, New-Orleans-Jazz, Country and Western, Boogie und sogar einem Hauch von Reggae“. Das Songmaterial sei dem jedoch nicht gewachsen gewesen. „Die Mehrheit der Lieder ist eindimensional und langweilig.“ Im Vergleich zu den Songs mit Graham Parker sei das Album auf sehr niedrigem Niveau.

### Ausbleibende Erfolge bei Stiff Records
Ende 1978, nach weiteren Hits von Graham Parker and the Rumour, gab Dave Robinson The Rumour einen Vertrag bei Stiff Records, in der Hoffnung, auf dem mittlerweile etablierten Independent-Label mit ihnen Erfolg zu haben. Im Januar 1979 erschien auf dem neuen Label als erste Veröffentlichung die Single Frozen Years mit Bob Andrews als Sänger, ein „ansprechendes Stück elektronischen Pops, das die Abkehr von gitarrenlastigen Songs zeigte. Es war eine bemerkenswerte Veränderung zu den Songs, die sie mit Parker gemacht hatten“, wie Richard Balls schrieb. In ihrem Heimatland wurde die Single von den Kunden offenbar ignoriert, in den niederländischen Charts platzierte sie sich drei Wochen lang in den Top 40. The Rumour traten damit auch in der Fernsehsendung Toppop auf.

Ausģabe der deutschen LP Frogs Sprouts Clogs and Krauts

Frozen Years war auch einer der Songs auf The Rumours zweitem Album, Frogs Sprouts Clogs and Krauts. Der Rezensent der Music Week lobte insbesondere das Spiel der zwei Gitarristen: „Der Titel [des Albums] kommt vielleicht bei den Plattenfirmen auf dem europäischen Festland nicht so gut an, doch diese flotte Rockplatte wird die Fans erfreuen, die die individuelle Entwicklung von Graham Parkers Backingband verfolgt haben. Stilvolle Gitarre kommt von Brinsley Schwarz und Martin Belmont.“ Die Bemerkung über die Europäer deswegen, weil die „Frösche, Rosenkohle, Holzschuhe und Sauerkrauts“ pejorative Bezeichnungen für Franzosen, Belgier, Niederländer und Deutsche sind. „Merkwürdig für eine Band, deren einziger Charterfolg in Kontinentaleuropa war, dass der Albumtitel und Brinsleys [Schwarz’] Track Euro für Europäer höchst beleidigend war“, erläutert Bert Muirhead in seinem Buch über Stiff Records. Die LP erschien im Frühjahr 1979, zeitgleich zu einer Tournee durch Großbritannien von Graham Parker and the Rumour. Zur selben Zeit erschien das Album Squeezing Out Sparks, das sie mit Parker aufgenommen hatten. Während diese LP auf Platz 18 in den britischen Charts einstieg, konnte sich das „Soloalbum“ der Band nicht platzieren. Auch die Promotionkampagne von Stiff, Händlern bei Abnahme von zehn Exemplaren ein elftes zu schenken, half nicht.
Eine zweite Single von der LP, Emotional Traffic („Emotionaler Straßenverkehr“, geschrieben von Bob Andrews mit seiner damaligen Ehefrau Pat Mayberry), kam nicht in die Hitparaden, obwohl sich Stiff auch darum bemühte: Die Scheibe wurde ampelmäßig in rotem, orangefarbenem und grünem Vinyl verkauft; Promotionausgaben waren darüber hinaus in blauem und schwarzem Vinyl erhältlich. Bert Muirhead warf die Frage auf, wieso die The-Rumour-Singles nicht in die Charts einstiegen: „Wie so viele andere Stiff-Singles waren Frozen Years und Emotional Traffic keine Hits, hatten aber jede Menge Airplay. Man muss sich fragen, woher das BMRB seine Zahlen nahm. Emotional Traffic wurde fünf Wochen lang etwa 18-mal am Tag gespielt und jede Menge Platten wurden ausgeliefert, aber es gab keinerlei Bewegung in den Charts.“

### Kurzzeitige Namensänderung, Wiedervereinigung mit Parker und Trennung
Für ihre nächste Single änderten The Rumour ihren Namen. Als The Duplicates („Die Duplikate“) veröffentlichte Stiff Records I Want to Make You Very Happy. Die fünf Musiker „hofften, unter anderem Namen etwas mehr Aufmerksamkeit zu erhalten, als sie es als The Rumour gewohnt waren. Ein großartiger Song, aber immer noch keine Action“, schrieb Bert Muirhead. Die deutsche Veröffentlichung, auf deren Promocover die fünf Mitglieder als Bat Fasterly (der auch mit P. Mayberry als Autor genannt wurde), Mary Bird, Jeff Shaw, Neil Dickens und Bill Worsfold angegeben wurden, attestierte der „relativ unbekannte[n] Gruppe“ einen „leicht kommerziellen Pop-Rock-Sound“.

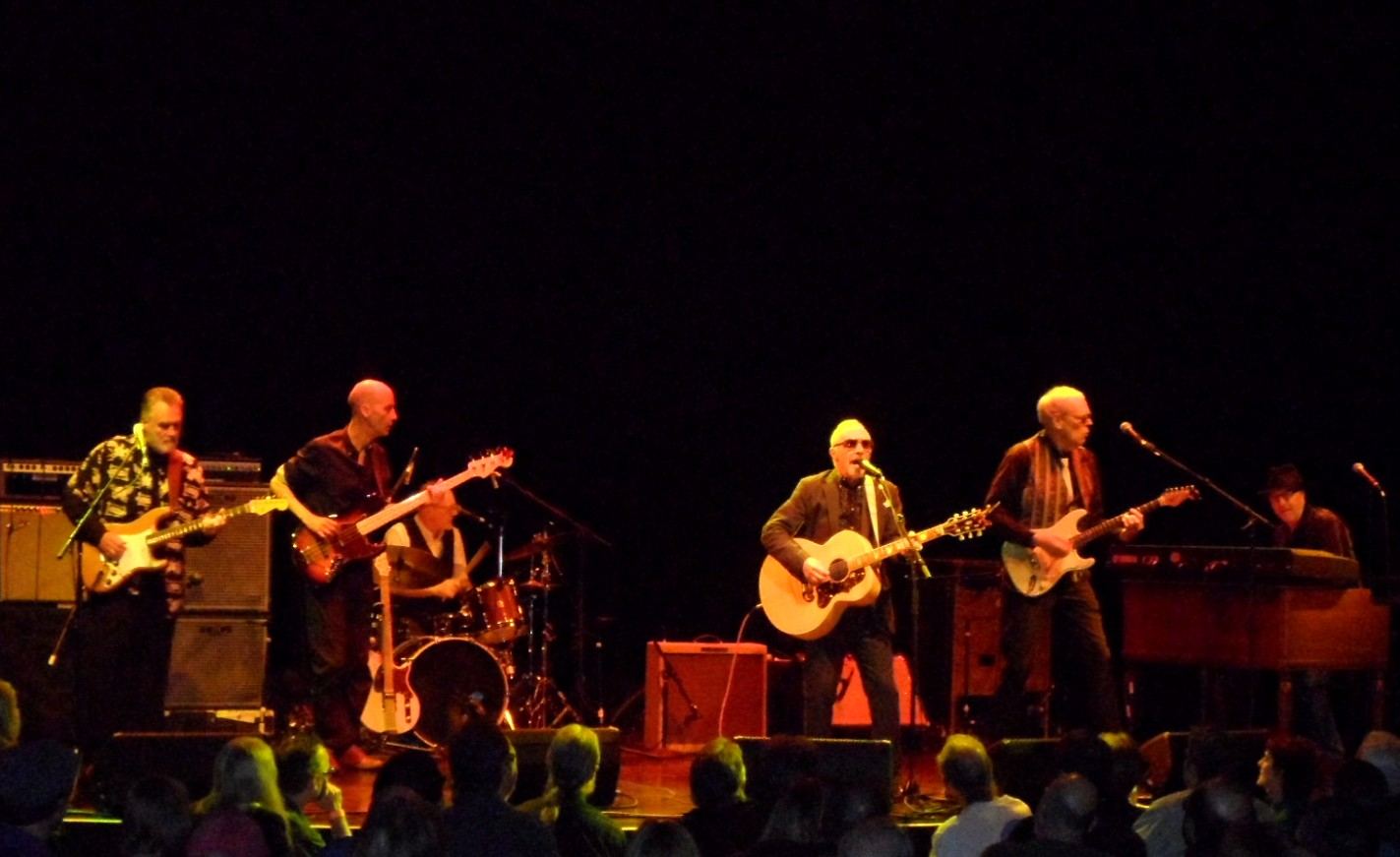
Graham Parker and The Rumour, Konzert 2012

Kurz danach trennte sich die Band von Bob Andrews, der fast nahtlos von Dave Robinson als Musikproduzent für Stiff Records rekrutiert wurde. Die verbliebenen vier Rumour-Mitglieder, ergänzt um Nicky Hopkins an den Tasteninstrumenten, agierten nun als Backingband für Graham Parker, der mittlerweile zum Label seines Entdeckers Robinson gewechselt war. Das resultierende Album auf Stiff Records war The Up Escalator, ein erneuter Top-40-Hit. The Rumour nahmen aber auch für sich neue Songs auf, von denen zunächst der Bacharach/David-Klassiker My Little Red Book (1965 zuerst von Manfred Mann aufgenommen) im Juli 1980 als Single veröffentlicht wurde. Dem folgte einige Wochen später die dritte LP, Purity of Essence („Reinheit des Wesentlichen“). Bert Muirhead: „Es war der letzte Versuch von The Rumour. Aber nicht einmal die geschickte Hand von [Produzent] Alan Winstanley rettete sie vor der kollektiven Langeweile, die sich einstellte.“ Neben Eigenkompositionen der Bandmitglieder und My Little Red Book gab es eine Randy-Newman-Coverversion und den Nick-Lowe-Song I Don’t Want the Night to End, der auch Titel der nächsten und letzten Single der Band wurde. Purity of Essence war The Rumours Schwanengesang. Bert Muirhead resümierte: „Wer weiß, was die Band erreicht hätte, hätten sie nur ein wenig Erfolg gehabt. Sie waren vermutlich mehr auf Tour, hatten mehr Studiosessions [mit anderen Künstlern] und mehr Musik aufgenommen als die meisten, doch der Funke war zu dieser Zeit bereits im Erlöschen.“ Eine Reunion von Graham Parker & the Rumour erfolgte 2011, zwei Alben und Tourneen durch UK und USA folgten bis zum erneuten Aus 2015.

### Studiotätigkeiten für andere Interpreten
Die Mitglieder der Band waren auch während der Zeit als The Rumour als Studiomusiker für andere Künstler gefragt, insbesondere für Interpreten aus dem Stiff-Label-Umfeld. So spielte Schlagzeuger Steve Goulding auf der ersten Stiff-Single So It Goes gemeinsam mit Nick Lowe, Goulding und Bassist Andrew Bodnar auf Elvis Costellos erstem Hit Watching the Detectives. Bodnar und Brinsley Schwarz sind in mehreren Liedern des Debütalbums Fool Around der damals 16-jährigen Rachel Sweet, darunter in deren erstem Hit B-A-B-Y, zu hören. The Rumour minus Martin Belmont waren die Musiker auf Carlene Carters erster Langspielplatte (unterstützt unter anderen von Carters späterem Ehemann Lowe), Bob Andrews und Brinsley Schwarz zeichneten für die Produktion von Carlene Carter verantwortlich. Die Linernotes benannten die Backgroundsänger Andrews, Carter und Schwarz als The Rumourettes. Andrews und Goulding unterstützten Dave Edmunds auf seiner LP Get It. The Rumour war auch Backingband einiger Tracks auf Desmond Dekkers Comeback-Album Black and Dekker, 1980 bei Stiff Records erschienen.
Bob Andrews starb am 5. Juni 2025 in Taos (New Mexico).

## Diskografie
ohne Kompilationen (zu den Aufnahmen mit Graham Parker siehe unter dessen Diskografie)
- 1977: Max (Vertigo)
- 1979: Frogs Sprouts Clogs and Krauts (Stiff)
- 1980: Purity of Essence (Stiff)

Singles
- 1977: Do Nothing Till You Hear from Me / Somethin’s Goin’ On (Vertigo)
- 1977: I’m So Glad / This Town (Vertigo)
- 1979: Frozen Years / All Fall Down (Stiff)
- 1979: Emotional Traffic / Hard Enough to Show (Stiff)
- 1980: My Little Red Book / Name and Number (Stiff)
- 1980: I Don’t Want the Night to End / Pyramids (Stiff)

als The Duplicates
- 1979: I Want to Make You Very Happy / Call of the Faithful (Stiff)